# مینو (خواننده رپ)
سونگ مین هو (کره‌ای: 송민호؛ زادهٔ ۳۰ مارس ۱۹۹۳) که بیشتر با نام هنری مینو (انگلیسی: Mino) شناخته می‌شود، رپر و تهیه‌کنندهٔ اهل کره جنوبی است. او پس از یک دورهٔ دو ساله در گروه بالاد «بوم» از سال ۲۰۱۱ تا ۲۰۱۳، به وای‌جی انترتینمنت پیوست و به عنوان یکی از اعضای گروه وینر فعالیت خود را آغاز کرد که این گروه از طریق برنامهٔ واقع‌نمای شبکهٔ ام‌نت به نام وین: هو ایز نکست؟ تشکیل شد. در سپتامبر ۲۰۱۶، او به همراه بابی، همکارش در کمپانی وای‌جی، یک گروه دو نفرهٔ هیپ هاپ به نام ام‌اوبی‌بی تشکیل دادند.

## فیلم‌شناسی

### فیلم
| سال  | عنوان         | نقش   | توضیحات      | منابع       |
| ---- | ------------- | ----- | ------------ | ----------- |
| ۲۰۲۲ | حس و حال سئول | گالچی | فیلم نتفلیکس | [ ۳ ] [ ۴ ] |

### مجموعه تلویزیونی
| سال  | عنوان                        | شبکه   | نقش         | توضیحات  | منابع |
| ---- | ---------------------------- | ------ | ----------- | -------- | ----- |
| ۲۰۱۲ | قویترین کی-پاپ برای بقا (ko) | چنل ای | پارک کی-بوم | نقش مکمل | [ ۵ ] |

### برنامه تلویزیونی
| سال        | عنوان                                | شبکه           | نقش        | توضیحات               | منابع         |
| ---------- | ------------------------------------ | -------------- | ---------- | --------------------- | ------------- |
| ۲۰۱۳       | وین: هو ایز نکست (윈:후 이즈 넥스트) | ام‌نت           | شرکت کننده | تیم ای                | [ ۶ ]         |
| ۲۰۱۵       | شو می د مانی ۴                       | ام‌نت           | شرکت کننده | نفر دوم               | [ ۷ ]         |
| ۲۰۱۶       | دار و دستهٔ هیپ هاپ                   | جی‌تی‌بی‌سی       | تهیه‌کننده  | هیدن کارت             |               |
| ۲۰۱۶       | همکاری                               | اس‌بی‌اس         | شرکت کننده |                       |               |
| ۲۰۱۷–اکنون | سفر جدید به غرب                      | تی‌وی‌ان         | عضو ثابت   | فصل ۲٫۵ به بعد        | [ ۸ ]         |
| ۲۰۱۷–۲۰۱۹  | آشپزخانهٔ کانگ                        | تی‌وی‌ان         | عضو ثابت   | اسپین‌آف؛ فصل ۱–۳      | [ ۹ ]         |
| ۲۰۱۸       | بیرون پتو خطرناکه                    | ام‌بی‌سی         | عضو ثابت   | قسمت ۶ و ۷            | [ ۱۰ ]        |
| ۲۰۲۰       | رشتهٔ من هیپ هاپه                     | وی لایو یوتیوب | عضو ثابت   | همراه زایون. تی       | [ ۱۱ ]        |
| ۲۰۲۰       | جعبه شادی جمعه                       | تی‌وی‌ان         | عضو ثابت   | همراه جی وون و دو یون | [ ۱۲ ]        |
| ۲۰۲۰       | ماپو هیپستر                          | تی‌وی‌ان         | عضو ثابت   | همراه پی.او           | [ ۱۳ ]        |
| ۲۰۲۰       | ماندن در خانه                        | اس‌بی‌اس         | عضو ثابت   | ویژهٔ تعطیلات چوسوک    | [ ۱۴ ]        |
| ۲۰۲۰–۲۰۲۲  | سینگ اگین                            | جی‌تی‌بی‌سی       | داور       | فصل ۱ و ۲             | [ ۱۵ ] [ ۱۶ ] |
| ۲۰۲۱       | اسپرینگ کمپ                          | تی‌وی‌ان         | عضو ثابت   | اسپین‌آف               | [ ۱۷ ]        |
| ۲۰۲۱       | پایلت سونگ مین هو                    | تی‌وی‌ان         | اصلی       |                       | [ ۱۸ ]        |
| ۲۰۲۱       | شو می د مانی ۱۰                      | ام‌نت           | تهیه‌کننده  | همراه گری             | [ ۱۹ ]        |